# Veliki Kupci
Veliki Kupci (cyr. Велики Купци) – wieś w Serbii, w okręgu rasińskim, w mieście Kruševac. W 2011 roku liczyła 927 mieszkańców.